# Lös egendom
Lösa saker (lat. res mobilis) kallas för lös egendom. Lös egendom är egendom som inte är jord. Definitionen framgår motsatsvis (lat. e contrario) av 1 kap. 1 § jordabalken (1970:994).[källa behövs]
Naturligt flyttbara lösa saker kallas för lösöre, till exempel bilar, båtar, böcker, husgeråd, kläder, sedlar och mynt. Lös egendom som inte är lösöre är till exempel aktiebrev, bankböcker, obligationspapper, skuldebrev eller skriftliga fordringsbevis. Register över de allra flesta aktier och räntebärande värdepapper som handlas på de svenska finansiella marknaderna förs av Euroclear Sweden. Svenska vägfordon registreras i vägtrafikregistret. Godset eller varan kan fritt förflyttas över nationsgränserna, till skillnad från den fasta egendomen som är fast förankrad i jorden och orörlig.  
Naturligt icke flyttbara lösa saker är till exempel anläggning på mark tillhörig annan, buss, lastbil, luftfartyg, oljeplattform eller skepp. Nationaliteten hos lös egendom är knuten till äganderätten, oavsett var egendomen är belägen geografiskt. För att en egendom skall betraktas som svensk krävs det att egendomen ägs av svensk fysisk eller juridisk person med mer än femtio procent. Svenska skepp under byggnad registreras i skeppsbyggnadsregistret. Svenska skepp registreras i skeppsregistret, där ett skepp som förvärvats med äganderätt måste söka registrering inom en månad från förvärvet. Svenska luftfartyg registreras i luftfartygsregistret. Transportfordon anses representera ett betydande ekonomiskt bytesvärde och registreras därför hos transportstyrelsen. Transportstyrelsen är registreringsmyndighet för luftfartygsregistret, skeppsbyggnadsregistret, skeppsregistret och vägtrafikregistret.

## Fotnoter
1. ↑  1 kap. 1 § Jordabalken (1970:994)